# Radu Rogac
Radu Rogac (ur. 7 czerwca 1995 w Bielcach) – mołdawski piłkarz grający na pozycji obrońcy w FC Sfîntul Gheorghe.

## Kariera klubowa
Jest wychowankiem Zarei Bielce. W wieku 16 lat został włączony do pierwszej drużyny tego klubu. We wrześniu 2016 został wypożyczony do FC Ungheni. W lutym 2017 przeszedł do Dinama Samarkanda. W styczniu 2018 opuścił ten klub i zimą przeszedł do Petrocubu Hîncești. W sierpniu 2018 trafił do maltańskiego Tarxien Rainbows FC, w którym zadebiutował 24 sierpnia 2018 w wygranym 5:1 spotkaniu z St. Andrews FC. W lutym 2019 ogłoszono, że podpisał dwuletni kontrakt z ASU Politehnica Timișoara, jednak ostatecznie transfer nie doszedł do skutku ze względu na przepisy zakazujące jednemu zawodnikowi gry w trzech klubach z trzech różnych krajów w jednym sezonie. W marcu 2019 wrócił do Mołdawii i został zawodnikiem Dinamo-Auto Tyraspol. Wraz z końcem roku opuścił klub. W lutym 2020 przeszedł do FC Sfîntul Gheorghe.

## Kariera reprezentacyjna
Młodzieżowy reprezentant Mołdawii w kadrach U-19 i U-21. W seniorskiej reprezentacji zadebiutował 27 stycznia 2018 w przegranym 0:1 meczu towarzyskim z Koreą Południową.